# La Fin d'une douce nuit
Pour plus de détails, voir Fiche technique et Distribution.
La fin d'une douce nuit (甘い夜の果ての, Amai yoru no hate) (titre international : Bitter End of a Sweet Night) est un film japonais réalisé par Yoshishige Yoshida, sorti en 1961. Pour ce film, Yoshishige Yoshida dit s'être inspiré du roman Le Rouge et le Noir de Stendhal.

## Synopsis
Un commis de magasin tente de manipuler trois femmes afin qu’il puisse gravir l’échelle sociale...

## Fiche technique
- Titre : La Fin d'une douce nuit
- Titre original : 甘い夜の果ての (Amai yoru no hate?)
- Titre international : Bitter End of a Sweet Night
- Réalisation : Yoshishige Yoshida
- Scénario : Yoshishige Yoshida, Yōichi Maeda
- Photographie : Toichiro Narushima
- Montage : Yoshi Sugihara
- Direction artistique : Tadataka Yoshino
- Musique : Hikaru Hayashi
- Ingénieurs du son : Kunio Hinata, Hiroshi Nakamura
- Assistant réalisateur : Takao Narita
- Pays d'origine :  Japon
- Producteurs : Takeshi Sasaki
- Sociétés de production : Shōchiku (Studios Ōfuna)
- Durée : 85 minutes
- Format : Noir et blanc
- Dates de sortie :  Japon : 14 février 1961

## Distribution
- Masahiko Tsugawa : Jiro Tezuka
- Michiko Saga : Soko Mishima
- Teruyo Yamagami : Harumi Nishimoto
- Sumiko Hidaka : Hisako Noshimoto
- Osamu Takizawa : Hondo
- Jun Hamamura : Kenkichi Mishima
- Takamaru Sasaki : Tokkuzaburo Oka
- Hiroko Sugita : Masae Oka
- Reiko Hitomi : Mitsuko
- Kei Satō : un électricien
- Eiichi Ikegaya
- Hideo Kidokoro
- Shinichirō Minami
- Sachiko Mitani
- Isao Suenaga
- Michiko Tanaka
- Hiroyuki Wachi